# Zivia Lubetkin
Zivia Lubetkin (Byteń, bij Słonim, 7 november 1914 - Kibboets Lochamei HaGeta'ot, Israël, 11 juli 1978) (Pools: Cywia Lubetkin, Hebreeuws: צביה לובטקין) was tijdens de Tweede Wereldoorlog een leider van het Joodse verzet in het getto van Warschau. Zij was als enige vrouw lid van het centraal commando van de gewapende verzetsgroep Żydowska Organizacja Bojowa of ŻOB (de Joodse Gevechtsorganisatie). Ze nam deel aan de opstand in het getto van Warschau in 1943 en aan de opstand van Warschau in 1944. Na de Tweede Wereldoorlog vestigde zij zich in Israël. Zij was een van de getuigen in het proces tegen Adolf Eichmann in 1961.

## Jeugd
Lubetkin werd geboren in een redelijk welvarende traditioneel-joodse familie in de plaats Byteń bij Słonim in het toenmalige Keizerrijk Rusland (nu Wit-Rusland). Het gezin bestond uit zes dochters en één zoon. Haar ouders en drie van haar zusters zouden de Holocaust niet overleven.
Lubetkin was al jong actief in de zionistische arbeidersbeweging. Ze behoorde tot het kader van de zionistische jeugdbeweging Haboniem-Dror waar ze verantwoordelijk was voor opleidingen en training. Eind 1938 werkte ze in Warschau voor HeHalutz, een organisatie die jonge mensen opleidde om in Palestina te kunnen gaan werken. In 1939, kort voor het uitbreken van de Tweede Wereldoorlog, was ze een van de afgevaardigden van HeHalutz bij het 25e zionistische congres in Genève.

## Tweede Wereldoorlog
Bij de Duitse inval in Polen in september 1939 besloten veel Joodse (jeugd)organisaties dat een deel van de leiding moest uitwijken naar oostelijke delen van Polen die door de Sovjet-Unie waren bezet; daar zouden ze het werk van de organisaties in relatieve veiligheid kunnen voortzetten. Lubetkin verbleef een paar maanden in Lvov (nu:Lviv). In januari 1940 besloot ze met een groep kaderleden terug te keren naar Warschau om daar ondergronds te werken. In het Getto van Warschau gold ze als een van de leiders.
In de loop van 1941 werd duidelijk dat de Duitsers plannen hadden voor een Joodse genocide, en dat alle inwoners van het getto uiteindelijk zouden worden afgevoerd naar vernietigingskampen. Met name de jeugdorganisaties in het getto wilden actief in verzet komen. Op 28 juli 1942 was Lubetkin een van de oprichters van de Joodse Gevechtsorganisatie (Żydowska Organizacja Bojowa, of ZOB), een gewapende verzetsbeweging. Zij was als enige vrouw lid van het centrale commando van de ZOB, en was actief betrokken bij de organisatie van ZOB acties. Daarnaast was ze lid van het Joods Nationaal Comité (Żydowski Komitet Narodowy), de politieke leiding van de ZOB, en van het Joods Coördinatiecomité (het comité dat de coördinatie verzorgde met andere organisaties in het getto).
Lubetkin nam deel aan de eerste gewapende verzetsacties van de ZOB in januari 1943, en aan de opstand in het getto van Warschau in april 1943. Toen de Duitsers de opstand hadden neergeslagen wist zij met een klein aantal andere verzetsstrijders via de riolen te ontvluchten; ze ging buiten het getto verder met haar verzetswerk. In 1944 was ze betrokken bij de opstand van Warschau.

## Israel
Na de oorlog was Lubetkin in Polen actief in de gemeenschap van holocaust-overlevenden. Ze speelde ook een rol bij het organiseren van illegale emigratie naar het mandaatgebied Palestina. Na een mislukte poging in 1945 lukte het haar in 1946 om zelf Palestina te bereiken. In 1947 trouwde ze met Yitzhak Zuckerman, die net als zij lid was geweest van het ZOB commando; ze kregen twee kinderen.
Lubetkin, Zuckerman en andere Joodse strijders stichtten gezamenlijk de kibboets Lochamei HaGeta'ot (de kibboets van de gettostrijders), en het daar gevestigde museum Huis van de gettostrijders. Lubetkin bleef de rest van haar leven in de kibboets wonen.
Lubetkin schreef een aantal boeken over haar ervaringen. Ze was in 1961 getuige bij het proces tegen de Duitse oorlogsmisdadiger Adolf Eichmann. Zij overleed in 1978.

## Populaire cultuur
In de mini-serie Uprising (2001) wordt de rol van Zivia Lubetkin gespeeld door Sadie Frost.

## Publicaties (selectie)
- In the days of destruction and revolt. Tel Aviv 1981.